# Points faibles de la paroi abdominale

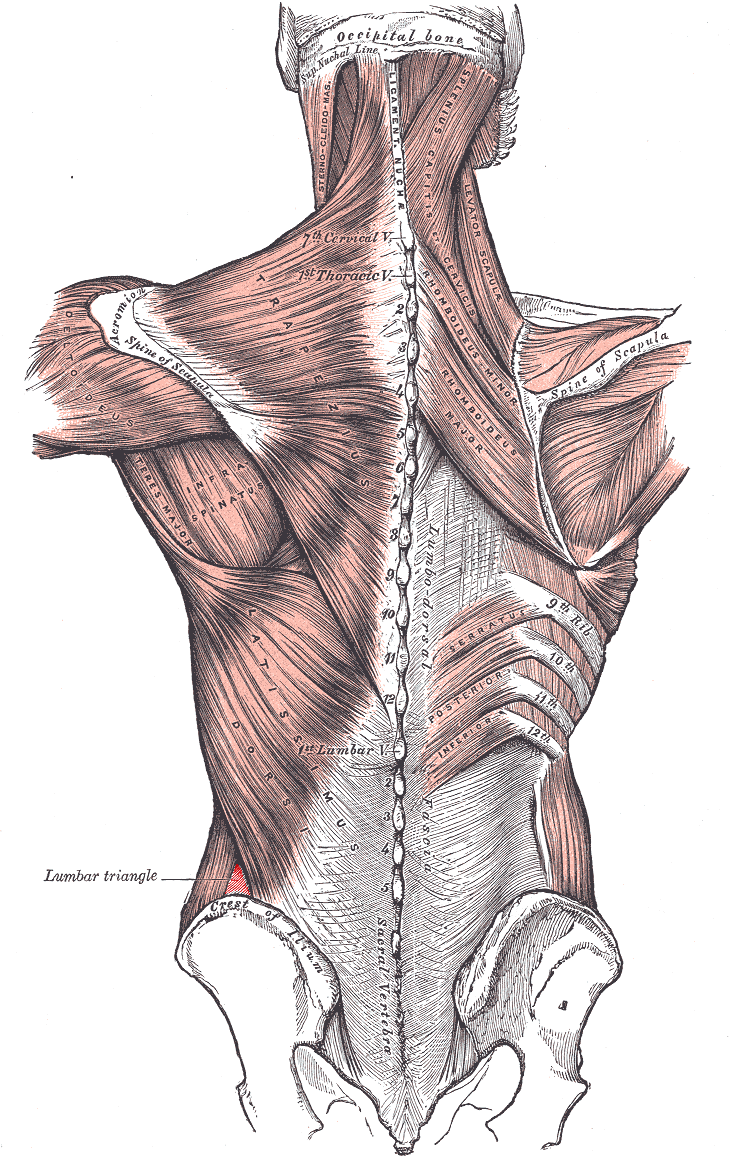
Vue postérieure des muscles reliant le membre supérieur à la colonne vertébrale. Le trigone lombaire est marqué en rouge en bas à gauche.

En anatomie humaine, la paroi abdominale, structure musculo-tendineuse qui renferme la cavité abdominale est composée de plusieurs muscles (abdominaux et dorsaux) dont la disposition laisse plusieurs orifices anatomiques particuliers dénués de fibres musculaires ou tendineuses, qui constituent des orifices, livrant passage à des canaux ou structures ligamentaires.
Ces orifices peuvent donner lieu à des hernies.

## Le trigone lombal
Le trigone lombal, encore appelé « triangle de Jean-Louis Petit »,  Trigonum Lumbale ou trigone lombaire, est un orifice triangulaire situé dans la région dorsale. Il est délimité crânialement et médialement par le muscle grand dorsal et son prolongement fibreux, l'aponévrose lombo-sacrée, crânialement et latéralement par le muscle oblique externe de l'abdomen et caudalement par la crête de l'os iliaque.  Cet orifice triangulaire constitue un point faible de la paroi postérieure de l'abdomen, mais il est rare qu'il puisse livrer passage à une hernie, car son plancher est musculaire, constitué du muscle oblique interne de l'abdomen.

## Le quadrilatère lombaire
Le quadrilatère lombaire ou de Grynfeltt est un orifice à quatre côtés situé dans la paroi postérieure de l'abdomen. De chaque côté du rachis lombaire, dans les couches profonde de la paroi abdominale, on individualise un espace libéré par le muscle oblique interne de l'abdomen en dehors, les muscles érecteurs du rachis en dedans et la douzième côte ou le muscle dentelé postérieur et inférieur en haut. À travers cet office, on aperçoit le muscle carré des lombes.

## Le canal inguinal
Le canal inguinal est un orifice livrant passage au cordon spermatique chez l'homme et au ligament rond de l'utérus chez la femme. Il se situe à la partie antéro-latérale de la paroi abdominale. 
Il est limité :
- caudalement par le pubis et le ligament crural
- en haut par les aponévroses des muscles transverse et oblique externe. La limite médiale étant le muscle droit de l'abdomen.

## La ligne blanche
La ligne blanche est une zone de faiblesse située entre les deux muscles droits de l'abdomen qui sont joints l'un à l'autre par leur aponévrose qui fusionne formant une bande fibreuse verticale appelée ligne blanche. Elle peut être utilisée en chirurgie, pour accéder à la cavité abdominale.

## La région ombilicale
La région ombilicale est aussi un point faible de la région abdominale, puisqu'elle est dépourvue de fibre musculaire.

## Canal fémoral
Il laisse passer les artères et veines fémorales.